# Auk-Bulak
Auk-Bulak (ros. Аук-Буляк) – wieś (dieriewnia) w Rosji, w Baszkortostanie, w rejonie tatyszlińskim. W 2010 liczyła 133 mieszkańców.